# Santa Sofía, Chiapas
Santa Sofía är en ort i Mexiko.   Den ligger i kommunen Tuzantán och delstaten Chiapas, i den sydöstra delen av landet, 900 km sydost om huvudstaden Mexico City. Santa Sofía ligger 525 meter över havet och antalet invånare är 389.
Terrängen runt Santa Sofía är kuperad åt sydost, men åt nordväst är den bergig. Runt Santa Sofía är det tätbefolkat, med 297 invånare per kvadratkilometer. Närmaste större samhälle är Huixtla, 9,4 km väster om Santa Sofía. I omgivningarna runt Santa Sofía växer i huvudsak städsegrön lövskog.